# Yaxi (köpinghuvudort i Kina, Shandong Sheng, lat 37,25, long 122,37)
Yaxi (kinesiska: 崖西, 崖西镇) är en köpinghuvudort i Kina. Den ligger i provinsen Shandong, i den östra delen av landet, omkring 480 kilometer öster om provinshuvudstaden Jinan. Antalet invånare är 17 575. Befolkningen består av 8 509 kvinnor och 9 066 män. Barn under 15 år utgör 6,0 %, vuxna 15-64 år 73 %, och äldre över 65 år 19,0 %.
Runt Yaxi är det tätbefolkat, med 411 invånare per kvadratkilometer. Närmaste större samhälle är Yatou, 12,3 km sydost om Yaxi. I omgivningarna runt Yaxi växer i huvudsak blandskog.
Genomsnittlig årsnederbörd är 717 millimeter. Den regnigaste månaden är juli, med i genomsnitt 210 mm nederbörd, och den torraste är januari, med 14 mm nederbörd.